# حرف جزائرية
الحرف الجزائرية غنية في تاريخها وتنوعها.

## تاريخ
وزارة السياحة والصناعات التقليدية (الجزائر)، هي المسؤولة عن إدارة الميزانية المتعلقة بتعزيز القطاع الحرفي، الحرفية الجزائرية، مثل باقي البلدان، هو ثروة لا يمكن إنكارها  ومجموعة متنوعة مذهلة سواء في أشكال، في التقنيات والديكورات، ويعزز هذا الثراء تواضع المواد التي تصنع منها الحرف، لضروريتها في الحياة اليومية، فهي مصممة لغرض نفعي وغالبا ما تتظمن زخارف ذات معان، وفقا للثقافة المحلية، تنوع الظروف المناخية والموارد الطبيعية والحضارات المختلفة في الجزائر يفسر وجود مجموعة واسعة من التخصصات الحرفية.

## الصناعات الحرفية

### الحلي ومجوهرات

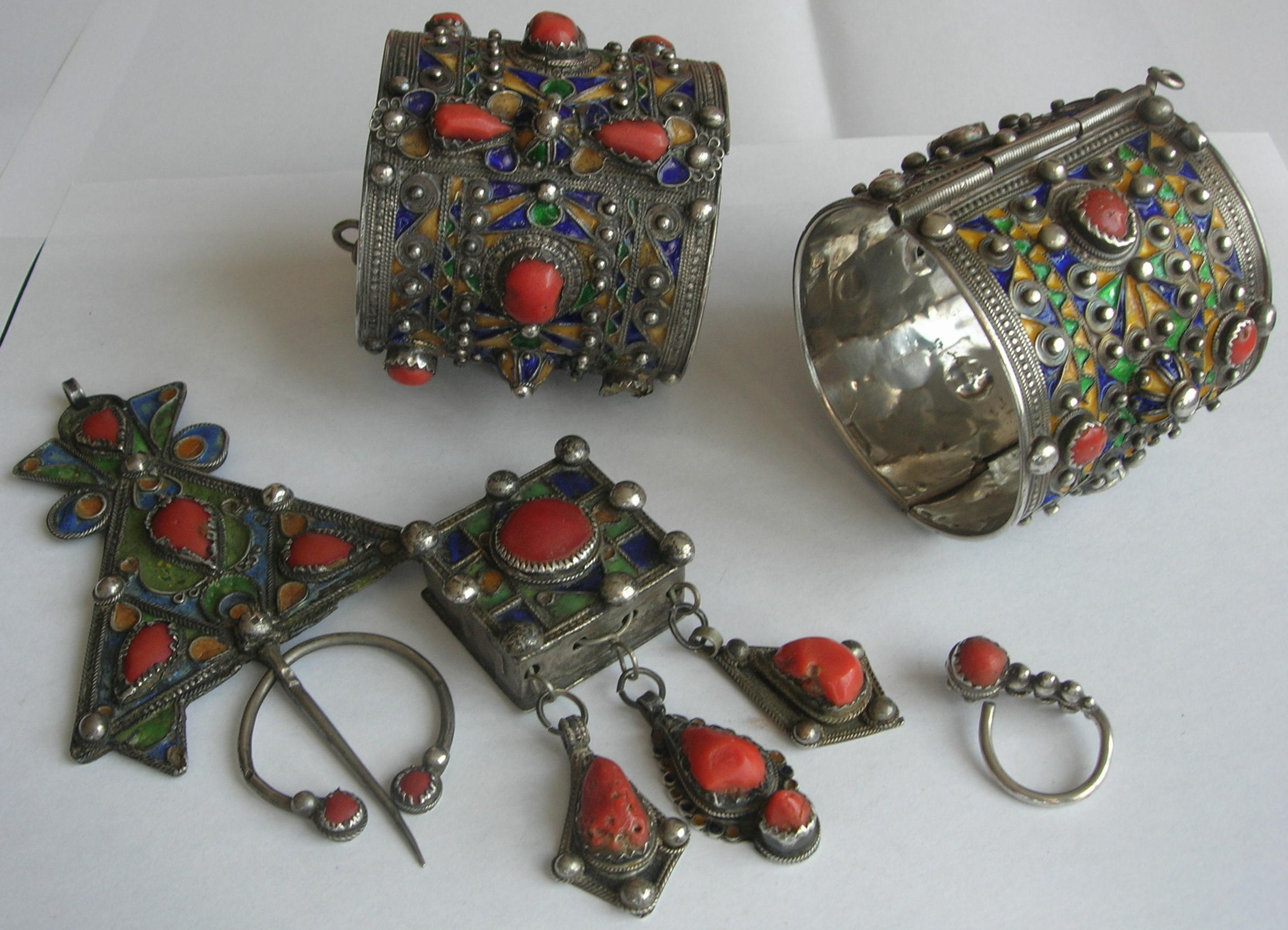
حلي فضية قبائلي

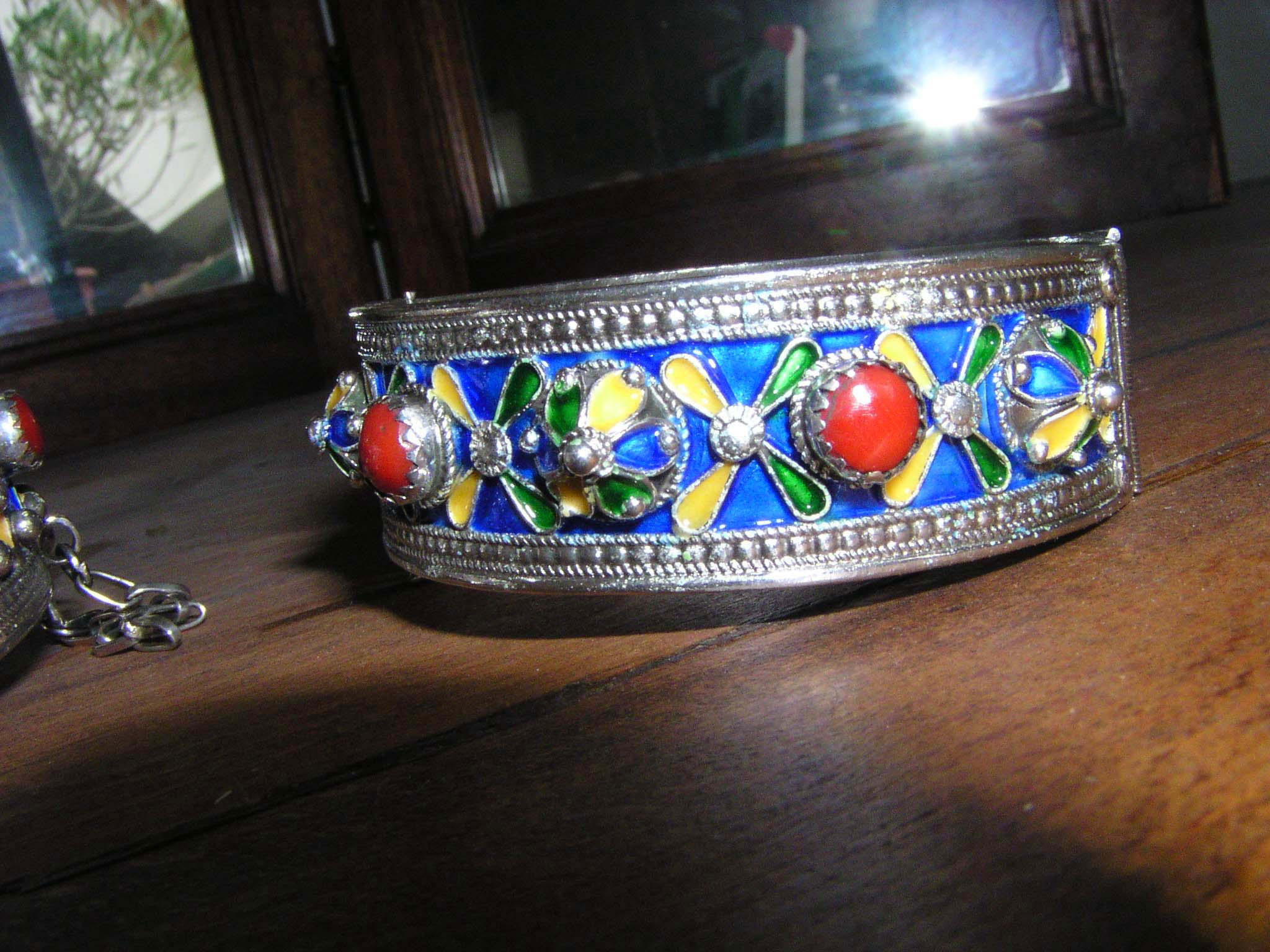
حلي فضية قبائلي

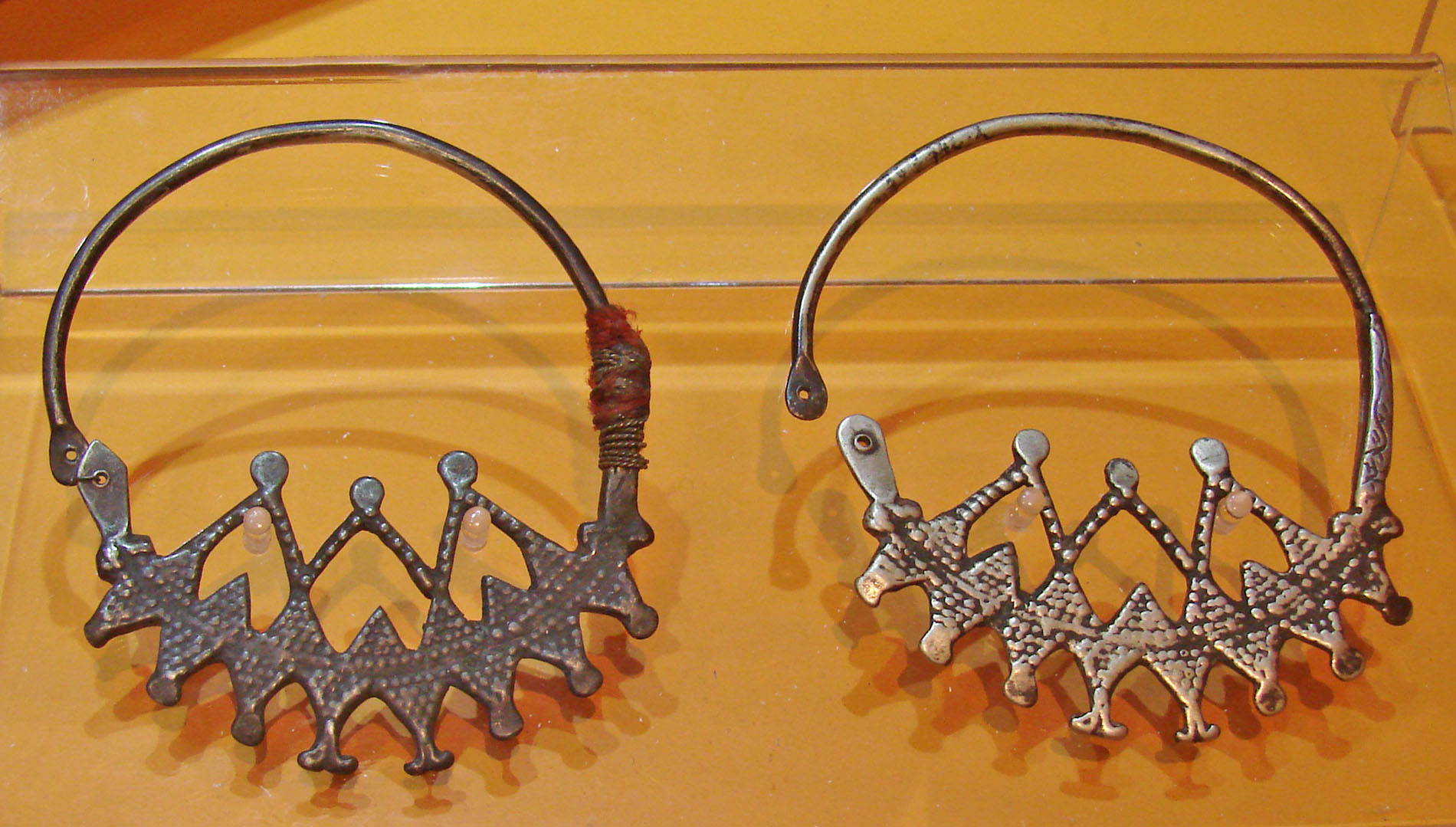
حلي فضية الأوراس

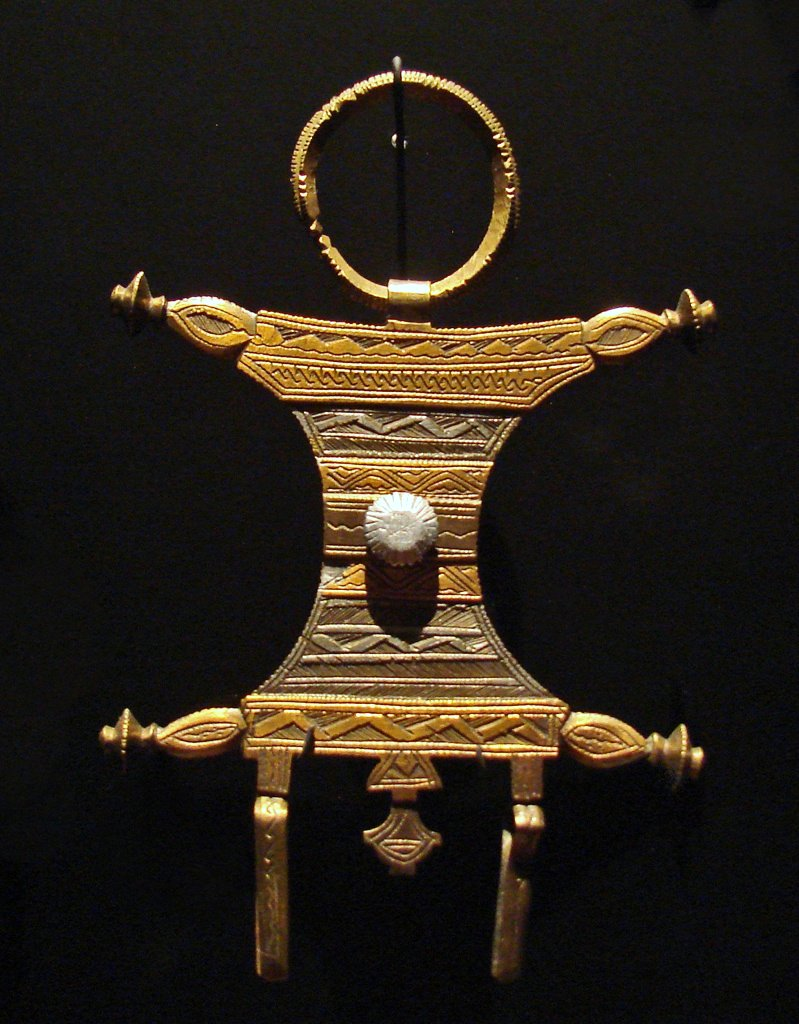
حلي التوارق

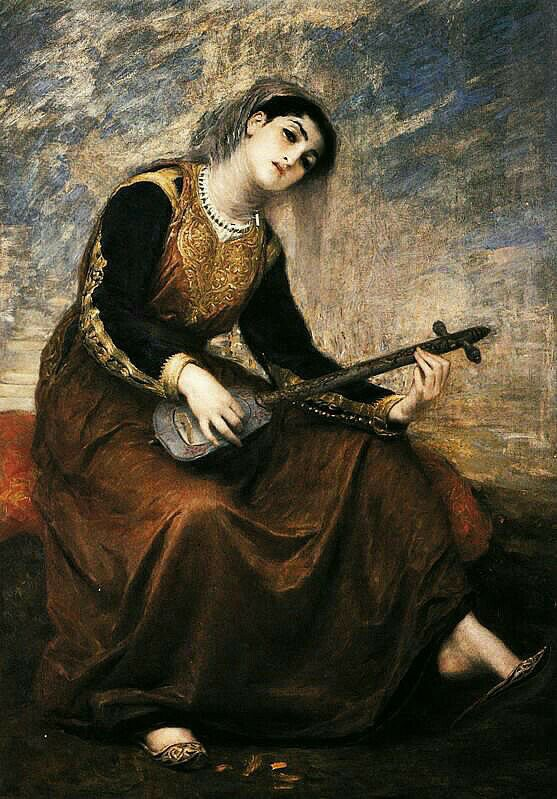
امراة جزائرية بجبة مطرزة بخيوط مذهبة، القرن التاسع عشر

تقنيات صنع الحلي تختلف من منطقة إلى أخرى. الحلي القبايلية هي الأكثر شهرة والأكثر "سفرا"، في الأصل يصنع بمختلف أنوع المينا المزجج بألوان متنوعة، تصنع الأحزمة والخواتم والقلائد والأقراط والتيجان، الحلي القبايلية دائما وفية لنماذج الأجداد؛ كذلك الأوراس، تواصل صناعة نماذج قديمة في حين تستلهم تأثيرات من الموضى، يتم الحفاظ على النماذج القديمة لكن باستخدام مادة جديدة هي الذهب، الحلي التارقية على وجه الخصوص، يتم تصنيعها في قوالب، يتم تقطيعها ثم تزيينها.

### الزرابي

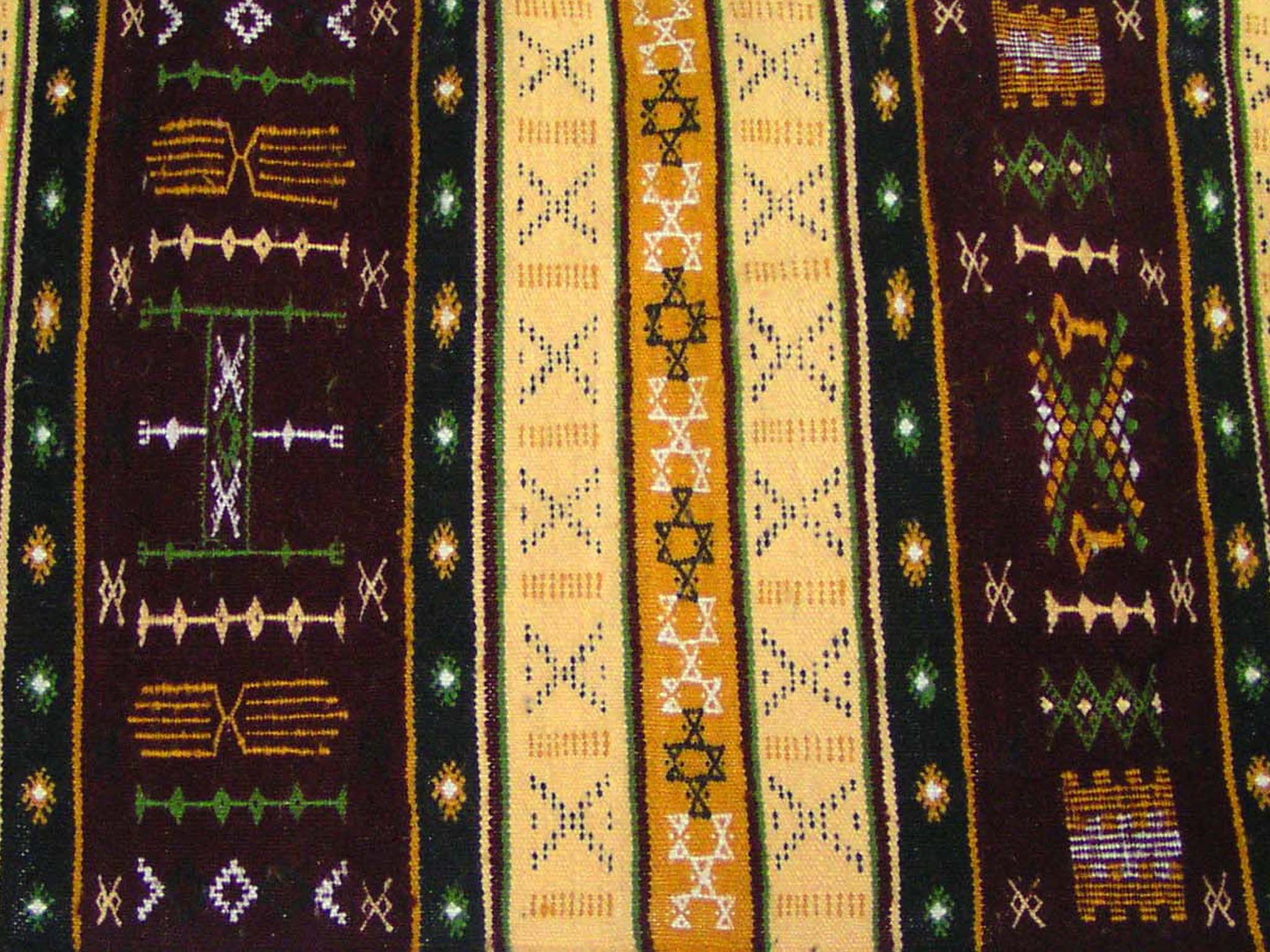
زربية قبايلية.

الزرابي، منسوجة من شعر الماعز والصوف، مزينة بنقشات عرضية بسيطة أو مزخرفة بأشكال لوزانجيكية في نقاط متعددة الألوان، دراقا أو السجاد المنسوجة المصنوعة في جميع أنحاء جبال البابور تعتبر تركيبة مدهشة ناتجة عن اقتران الزينة التقليدية الأمازيغية والتأثيرات الشرقية.

#### تلمسان
في منطقة تلمسان، تنسج الزرابي للاستخدام النفعي بشكل رئيسي، تتمثل بأغطية من الحجم الكبير غالبا، والستائر.
يمكن التعرف على نسج تلمسان من خلال الزخارف التي تتكون من الخطوط الأفقية وأنماط الأشكال الهندسية، هو في الواقع، شكل من أشكال الزرابي الأمازيغية ولكن مع أنماط أقل تعقيدا من تلك الموجودة في مناطق أخرى مثل القبايل أو وادي مزاب. ومع ذلك، بساطة زرابي تلمسان يعطيها سحر فريد من نوعه.
وتتميز الخطوط الأفقية لسجادة تلمسان بأنماط معينة في المنطقة، مثل المعين، والداما المربعة والمستطيلة، بعض الزرابي لها شكل غير متناظرة وأخرى بأشكال متناظرة مع حواف حدودية بأنماط زخرفية على شكل مربعات كبيرة.

#### منقطة القبايل ووادي مزاب
زربية الأمازيغ مصنوعة من الصوف (الأغنام، الجمل ...). وهي مخصصة للاستخدام المنزلي، على الأرض أو الجدران أو للصلاة. يتم الحفاظ على فن الزرابي في بعض قرى منقطة القبايل وفي الحضنة وخصوصا في وادي مزاب. هناك حتى مهرجانات للزرابي، مثل الموجودة في "أيت هشام"، أو وادي مزاب، حيث يتم عرض إنتاجات من جميع الجزائر.
منطقة القبائل في حد ذاتها لديها عدة أنواع من الزرابي، الخاصة بأيت هشام وبني زمنزر، وواضية. في قرقور شمال سطيف، يوجد شكل من الزرابي الأصلي التي يمكن أن تصل أبعادها إلى أمتار طويلة. هذه الزرابي تمزج الزخارف المحلية والتأثيرات الشرقية، خاصة العثمانية، وغالبا ما تتكون الزخرفة من نمط الأزهار وأنماط سداسية في مركز يسمى المحراب.
أنماط الزرابي تعود إلى العصور القديمة جدا، في العصر الحجري القديم. كما يلاحظ تشابه قوي بين الإنتاج منطقة القبائل ووادي مزاب. بشكل عام، الزرابي الأمازيغية ملونة جدا وهي قطعة ديكورية مطلوبة جدا.

### الفخار والسيراميك

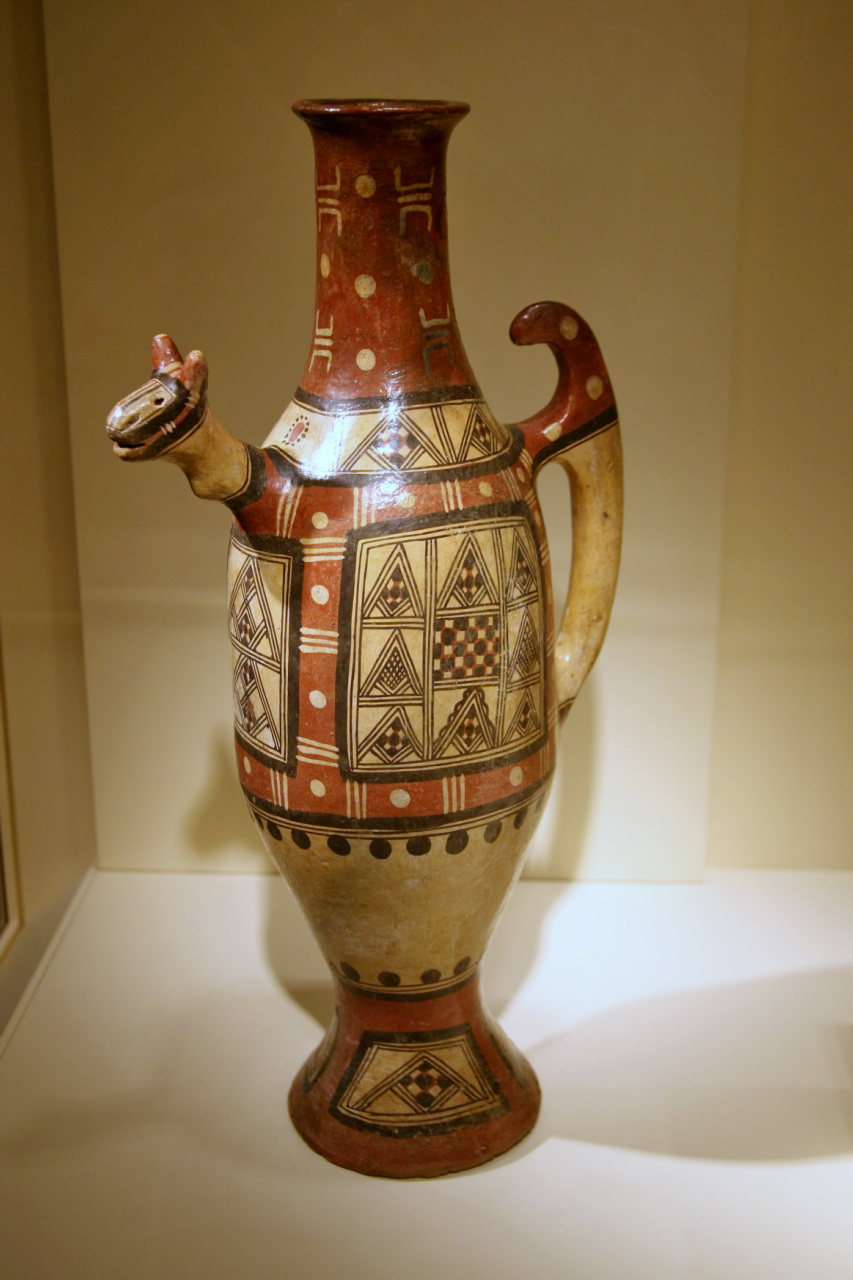
صناعة الفخار في منطقة القبائل

### الأواني النحاسية

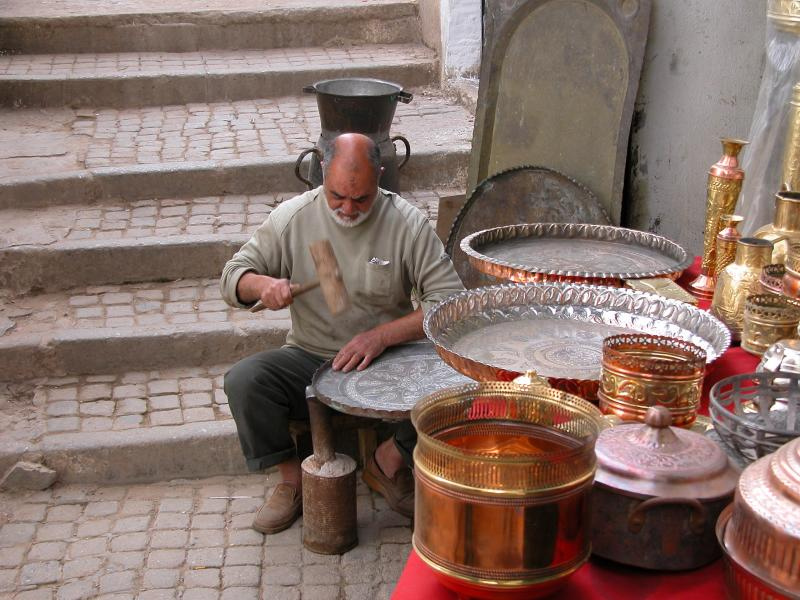
صناعة النحاس القصبة

الأواني النحاسية موجودة في الجزائر منذ العصور الوسطى، يستخدم الحرفيون رقائق النحاس لصنع أدوات نفعية تغطي اجتياجات أواني الطبخ والحمامات والأثاث أو ديكورات. وتستخدم عادة في المدن الكبيرة لفئة معينة، يقول المؤرخ محفوظ قداش: «كان لأغنى العائلات مثلجات من البندقية الزرابي، والصواني الكبيرة من النحاس...».
بين القرنين الخامس عشر والقرن الثامن عشر، كان لوصول سكان الأندلس والحكم العثماني أثر مفيد لتطور هذه المهنة الحضرية. وكان التناضح بين المعارف الفنية للسكان المحليين والمساهمات الأندلسية والشرقية لافت للنظر.
في بداية القرن العشرين، ازدهرت تجارة الأواني النحاسية في مدن كبيرة مثل بوجي، الأغواط، غرداية، الجزائر العاصمة، قسنطينة، وتلمسان، كونها مراكز قديمة وعتيقة.
المراكز الرئيسية في الجزائر هي مدينة الجزائر العاصمة وتلمسان وقسنطينة. وفي الصحراء الكبرى في غرداية وتندوف خاصة، أيضا نوع من الأواني النحاسية التي تتناسب مع البيئة.

### السلال
يستخدم في حرفة صناعة السلال الألياف النباتية، وهو نشاط قديم جدا في الجزائر، تم استخدام الحلفة منذ عصور ما قبل التاريخ. وقد كشفت التحقيقات الأثرية للتاريخ الأكثر حداثة، في العصور الوسطى، بقايا شظايا الحصير من القرن العاشر - الحادي عشر في سطيف.
تطور هذه الحرفية في الجزائر بسبب توافر الحلفا، الرافية والنخلية. الحلفة هي المادة المفضلة عند البدو لتصنيع أدوات المطبخ بسبب خفة وزنه عند نقله.
كانت الصناعة في البداية من أجل الاستفادة المحلية على وجه الخصوص. في المناطق الريفية، تقوم النساء بصناعة أدوات المطبخ والملحقات: غربال الكسكس، الكسكاس من أجل الطهي، أو السلال المسطحة أو المجوفة قليلا، من أجل الاحتفاظ بالخبز، أو الفاكهة، أو ببساطة لتذرية الحبوب.
وتستخدم ألياف النخلية في الأساس لتصنيع الحصير والقبعات والسلال، أما الخوص والروطان فيستعمل أكثر لصنع السلال والمفروشات (مقاعد، صالات، عناصر المكتبة، غرف النوم الخ). وتشتهر مدينة القليعة (ولاية تيبازة) بحرفها اليدوية المصنوعة من الروطان والخوص. يستخدم القصب في السلال الكبيرة والحصير تستخدم لتدعيم سقوف البيوت التقليدية.

### التطريز
في الجزائر، التطريز حرفة تمارس في كل من المدينة والريف. وفي حين أن الزخرفة الحضرية قد أثرت بتأثيرات الزخرفة الأندلسية والشرقية، فإن التطريز الريفي يحتفظ في بعض المناطق بالزخرفة الأمازيغية المصنوع من نفس الأنماط الهندسية الموجودة على الزرابي و غيرها من الفخار كما في الهضاب العليا في منطقة القبائل، في وادي مزاب، الهقار والأوراس. الطرز (التطريز) هو أيضا رمز من السكينة، الصفاء والجدية، عند النساء اللواتي يمارسونه.

المواد المستخدمة على حد سواء الصوف والحرير والقطن أو الكتان اعتمادا على المنطقة والإستخدامات. حتى لو كانت الخلفية الأمازيغية هي السائدة وتعطي تفردا لهذا الفن، المساهمة الأندلسية لا يمكن إهمالها، فقد ورثت المنطقة المغاربية منذ القرن الخامس عشر تأثيراتها الفنية بما في ذلك المدن المضيفة بشكل رئيسي وهي تلمسان والجزائر. وقد تم إثراء مدينتي الجزائر العاصمة وقسنطينة بالمساهمات الشرقية من خلال العرب والعثمانيين. في الهضاب العليا والغرب، التطريز بخيوط الذهب على الجلد يستخدم لتزيين سرج الفرسان.

## وصلات خارجية
- وزارة السياحة والصناعات التقليدية
- الوكالة الوطنية لتنمية السياحة
- الديوان الوطني لسياحة
- الديوان الوطني الجزائري للسياحة
- الوكالة الوطنية للصناعة التقليدي
- الوكالة الوطنية لتطوير السياحة
- الغرفة الوطنية للصناعة التقليدية